# Рак мочевого пузыря
Рак мочево́го пузыря́ (РМП) — заболевание, при котором в слизистой оболочке или в стенке мочевого пузыря возникают злокачественные новообразования.

## Общие сведения
Рак мочевого пузыря составляет 3 % рака всех локализаций. В группу риска попадают люди, организм которых подвергается воздействию ароматических аминов, а также страдающие хроническим циститом.
Более половины случаев рака мочевого пузыря среди мужчин связаны с курением (у женщин — около трети). Исследователи утверждают, что есть прямая связь между курением и риском, в то время как прекращение курения понижает риск.
Самой распространённой формой рака мочевого пузыря является переходноклеточный рак (развивающийся из переходного эпителия мочевых путей), более редко встречаются плоскоклеточный рак и аденокарцинома (опухоль, происходящая и построенная из железистого эпителия). Болезнь может проявляться в виде папиллярных разрастаний (нелинейные пристеночные включения) с малигнизацией или солидной, изъязвлённой, инвазирующей опухоли. Различают рак мочевого пузыря in situ, поверхностный рак (Т1-2) и рак, инвазирующий мышечный слой и окружающие ткани (ТЗ-4).
Основной очаг папиллярной формы рака мочевого пузыря нередко даёт множественные метастазы. Поверхностный же рак мочевого пузыря образует метастазы значительно реже. В ходе прогрессирования заболевания поражаются тазовые (N1-2), забрюшинные лимфатические узлы (N3-4), а также происходит метастазирование в лёгкие, печень, кости.

## Симптомы
Один из первых признаков рака мочевого пузыря — гематурия (появление крови в моче), хотя она может быть вызвана и другими причинами. Свертывание крови в полости мочевого пузыря может привести к развитию острой задержки мочи.
Другим распространенным симптомом заболевания является частое болезненное мочеиспускание. Возможно также появление боли над лоном. Сдавление устьев мочеточников опухолью приводит к нарушению оттока мочи из почек, вследствие чего могут развиться пиелонефрит или хроническая почечная недостаточность.
Известен случай недельного приапизма, который, как потом выяснилось, был симптомом заболевания.

## Диагностика
Основными методами диагностики рака мочевого пузыря считаются цистоскопия с биопсией.
Дополнительные методы диагностики — экскреторная урография, компьютерная томография, ультразвуковое исследование и т. д.
Всегда обязательно бимануальная пальпация, но растущие внутрь пузыря, небольшие опухоли обычно не прощупываются. Пальпируемое образование свидетельствует о распространённом проникающем поражении пузыря.
Для уточнения степени инфильтрации стенки пузыря и перехода её на окружающие ткани иногда прибегают к рентгенологическому исследованию в условиях двойного контрастирования, при котором в пузырь и в окружающую клетчатку вводят кислород. На фоне газа можно увидеть утолщение стенки пузыря и участки выхода опухоли за его пределы.
Для определения или исключения метастазов в лёгкие проводят рентгенографию органов грудной клетки. При подозрении на метастазы в кости проводят рентгенографию костей.

## Генетические маркеры
Генетический аппарат клеток человеческого организма обладает сложной системой контроля деления, роста и дифференцировки клеток. В настоящее время выявлен ряд сигнальных путей, вовлечённых в регулирование клеточного цикла и приводящих в случае их нарушения к онкогенезу или прогрессированию рака мочевого пузыря, а также молекулярно-генетические маркеры таких нарушений. Наиболее исследованы происходящие при РМП изменения в клеточном цикле. Здесь среди генетических маркеров надо выделить:
- ген-супрессор опухоли ТР53, расположенный в локусе р13.1 17-й хромосомы и кодирующий транскрипционный фактор p53 (утрата указанного локуса ведёт к потере супрессивной функции белка p53 и к прогрессированию РМП);
- ген CDKN1A, локализованный в локусе р21.1 на 6-й хромосоме и кодирующий ингибитор циклин-зависимой киназы р21 (работа последнего регулируется белком p53);
- ген MDM2, расположенный в локусе q14.3-q15 12-й хромосомы и кодирующий белок MDM2 — природный ингибитор p53 (при РМП обнаружено увеличение числа копий указанного гена);
- ген INK4a, расположенный в локусе p21 9-й хромосомы и кодирующий одновременно два негомологичных ядерных белка — P16INK4a и P14ARF (продукты альтернативных рамок считывания; второй из них способен стабилизировать и активировать белок p53, так что нормальная работа указанного гена обеспечивает сдерживание онкогенеза).

## Классификация по системеTNM
Данная классификация (Европейская ассоциация урологов, 2009 год) использует числовое обозначение различных категорий для обозначения распространения опухоли, а также наличия или отсутствия локальных и отдалённых метастазов.
T — от лат. tumor ‘опухоль’. Описывает и классифицирует основной очаг опухоли.
Та — неинвазивная папиллярная карцинома
Tis — карцинома in situ (плоская опухоль)
Т1 — опухоль распространяется на субэпителиальную соединительную ткань
Т2 — опухолевая инвазия мышечного слоя
Т2а — опухолевая инвазия поверхностного мышечного слоя (внутренняя половина)
Т2b — опухолевая инвазия глубокого мышечного слоя (наружная половина)
Т3 — опухоль распространяется на паравезикальную клетчатку
Т3а — микроскопически
Т3b — макроскопически (экстравезикальный конгломерат)
Т4 — опухолевая инвазия любого из перечисленных органов: предстательная железа, матка, влагалище, стенка таза, брюшная стенка
Т4а — распространение опухоли на предстательную железу или матку, или влагалище
T4b — опухолевая инвазия стенки таза или брюшной стенки
N — от лат. nodulus ‘узел’. Описывает и характеризует наличие регионарных метастазов, то есть метастазов в регионарные лимфатические узлы.
Nx — регионарные лимфатические узлы не могут быть оценены
N0 — нет метастазов в регионарных лимфатических узлах
N1 — метастаз в одном регионарном лимфатическом узле (внутренние подвздошные, обтураторные, наружные подвздошные, пресакральные)
N2 — множественные метастазы в регионарных лимфатических узлах (внутренние подвздошные, обтураторные, наружные подвздошные, пресакральные)
N3 — метастазы в общих подвздошных лимфатических узлах
M — от лат. metastasis ‘метастаз’. Характеристика наличия отдалённых метастазов, то есть метастазов в отдалённые лимфоузлы, другие органы, ткани (исключая прорастание опухоли).
Мx — отдалённые метастазы не могут быть оценены
М0 — нет отдалённых метастазов
М1 — отдалённые метастазы
P, G
Для некоторых органов или систем применяются дополнительные параметры (P или G, в зависимости от системы органов), характеризующие степень дифференцировки её клеток.

## Лечение
Лечение включает различные варианты оперативного вмешательства, лучевую и лекарственную терапию. При раке мочевого пузыря in situ и поверхностном раке стадии Т1 применяют трансуретральную резекцию мочевого пузыря, а в стадии Т2 — частичную резекцию мочевого пузыря. При инвазирующей опухоли значительных размеров (ТЗ) рекомендуется цистэктомия (удаление мочевого пузыря) с тазовой лимфаденэктомией или без неё. Иногда проведению такой операции предпочитают химио- и лучевую терапию, а затем при необходимости производят хирургическую операцию. При раке мочевого пузыря стадии Т4, вовлечении забрюшинных лимфатических узлов (МЗ), отдалённых метастазах основное значение имеет химиотерапия.
Нередко внутрипузырная химиотерапия целесообразна также при ранних стадиях болезни в случаях мультицентрично растущего рака, при этом химиотерапию целесообразно проводить после операций.
Химиотерапия включает внутрипузырное или системное введение цитостатических препаратов. Внутрипузырно (в 100 мл изотонического раствора натрия хлорида сроком на 1 ч) вводят один из следующих препаратов (цисплатин 60 мг или адриамицин 80 мг 1 раз в месяц; тиофосфамид 60 мг 1 раз в неделю, 3 дозы; митомицин С 40 мг 1 раз в 2 мес).
Робот daVinci позволяет проводить операцию по удалению мочевого пузыря и дальнейшей его реконструкции при помощи тканей пациента. Данное устройство было использовано, в частности, в клинике им. Мешалкина в Новосибирске.
Потенциальным противораковым действием в отношении опухолей мочевого пузыря обладает природный пептид Polybia-MP1, полученный из яда бразильской осы 
Polybia paulista. Как показывают доклинические исследования, пептид способен образовывать в стенке раковых клеток крупные поры (отверстия), тем самым повреждая их и приводя к гибели клетки.
Моноклональные антитела: ниволумаб, пембролизумаб, атезолизумаб, дурвалумаб, энфортумаб ведотин, авелумаб, тислелизумаб.
Генная терапия: надофараген фираденовек.
Другие препараты: эрдафитиниб, БЦЖ, ногапендекин альфа инбакицепт.
Проходят клинические испытания: BT8009.

## Прогноз
Прогноз зависит от стадии процесса и характера проведенного лечения. После радикальной операции 5-летняя выживаемость доходит до 50 %. Наилучшие результаты наблюдаются при комбинированном лечении (резекция мочевого пузыря с лучевой терапией). Пятилетняя выживаемость при стадиях Т1-2 обычно составляет 50-80 %, стадиях ТЗ-4 — 20-30 %. В 2020 году летальность от рака мочевого пузыря во всем мире составила 37,07% (212 536 смертей на 573 278 случаев).

## Профилактика
В десятилетнем исследовании, включавшем почти 49 000 человек, было установлено, что у тех, кто пил как минимум полтора литра воды (6-8 стаканов) в сутки, существенно снижались случаи рака по сравнению с теми, кто пил меньше. Также было обнаружено, что риск рака мочевого пузыря снижался на 7 % на каждые 240 миллилитров добавленной жидкости.
Профилактика рака мочевого пузыря состоит из мероприятий по устранению профессиональных вредностей химического производства: в первую очередь исключают непосредственный контакт рабочих с химикатами, а также строго проводят и диспансеризацию. Радикальному лечению методом электрокоагуляции или хирургическому удалению подлежат все доброкачественные папилломы мочевого пузыря. Необходимо также своевременное лечение воспалительных заболеваний.
Проведенные в последнее время исследования выявили непосредственную связь рака мочевого пузыря с курением, поэтому отказ от последнего часто рассматривают как необходимую профилактическую меру для предупреждения разных онкологических заболеваний, в том числе и рака мочевого пузыря.